# Céroux
Céroux is een dorp in de Belgische provincie Waals-Brabant. Het ligt in Céroux-Mousty, deelgemeente van de stad Ottignies-Louvain-la-Neuve.
Céroux ligt in het westen van de deelgemeente, drie kilometer ten westen van Mousty. In westelijke richting is Céroux door lintbebouwing verbonden met het gehucht Le Tri.

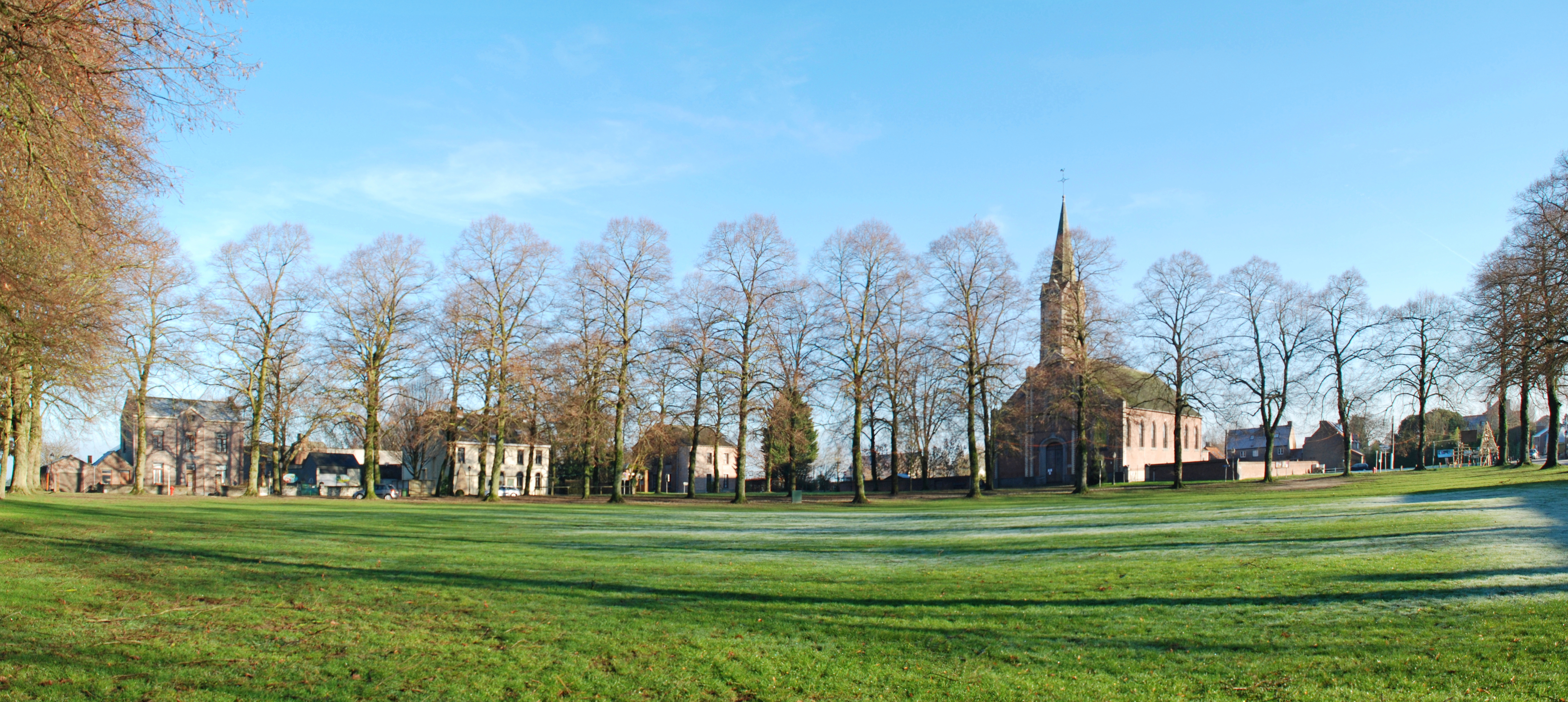
Place Communale

## Geschiedenis
De Ferrariskaart uit de jaren 1770 toont hier het gehucht Seroulx.
Op het eind van het ancien régime, werden tijdens de Franse bezetting op het eind van de 18de eeuw de gemeenten ingevoerd, en het dorp Céroux werd met Mousty ondergebracht in de gemeente Céroux-Mousty.
Het gemeentehuis van Céroux-Mousty bevond zich in Céroux.

## Bezienswaardigheden
- De Place Communal, het gemeenteplein, is een dries waarrond zich onder meer de parochiekerk, het kerkhof, de pastorie, het voormalige gemeentehuis en een oud schooltje bevinden.
- De Onze-Lieve-Vrouw van Bijstandkerk (Église Notre-Dame de Bon Secours), werd gebouwd in 1848 en is een voorbeeld van vroege neogotiek.
- De Tour de Moriensart is een 13e-eeuwse donjon die zich bevindt ten noordwesten van het dorp. Bovenop de romaanse donjon werd in de 17e eeuw een bovenverdieping in renaissancestijl toegevoegd.

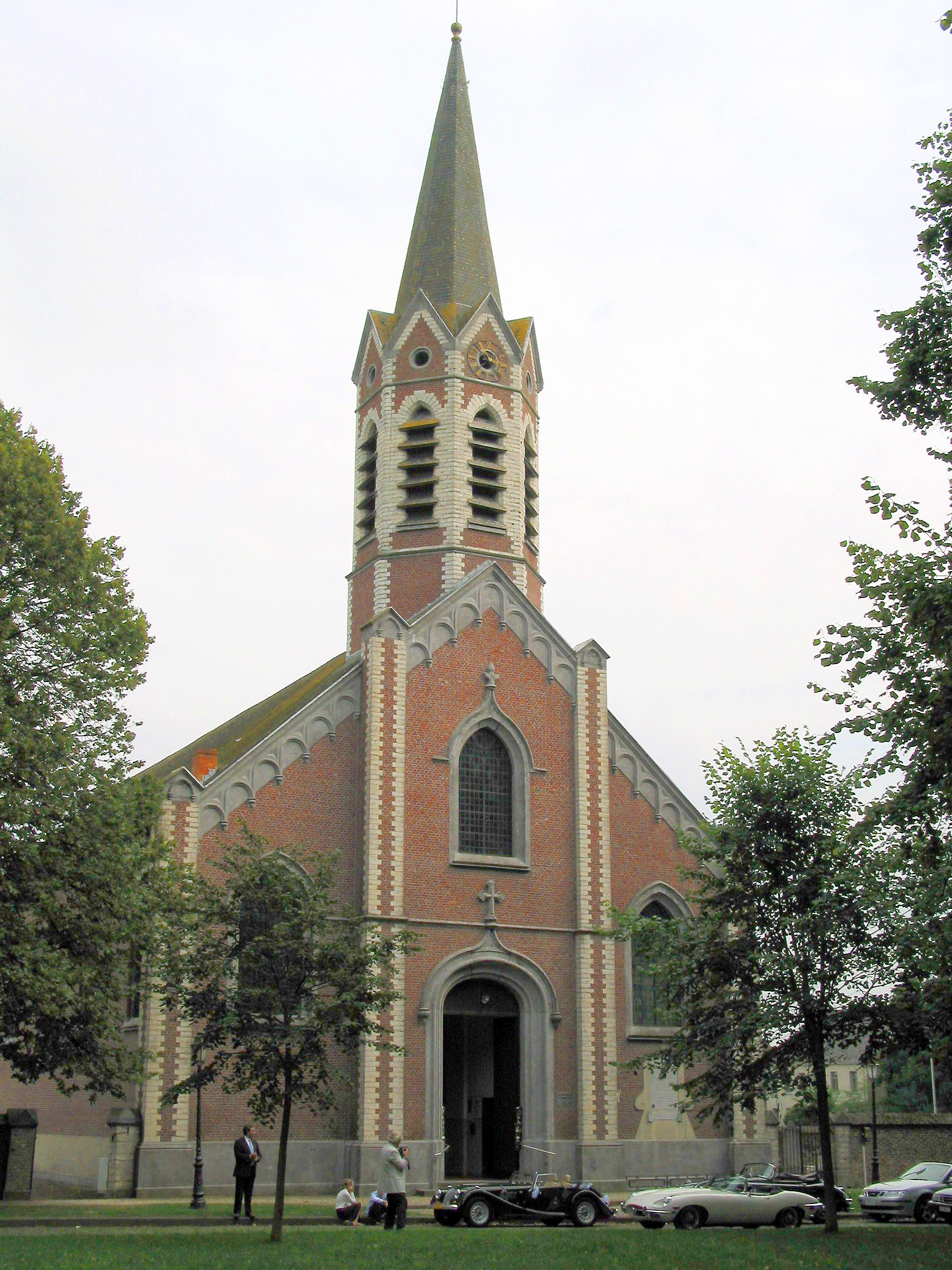
Onze-Lieve-Vrouw van Bijstandkerk te Céroux

## Natuur en landschap
De hoogte aan de kerk bedraagt 133 meter.

## Nabijgelegen kernen
Couture-Saint-Germain, Glabais, Mousty

Deelgemeenten: Céroux-Mousty · Limelette · Ottignies

Overige plaatsen: La Baraque · Blanc Ry · Les Bruyères · Céroux · Croix · Ferrières · Franquenies · Louvain-la-Neuve · Mousty · Petit Ry · Pinchart · Rofessart · Stimont · Le Tri

Belgische gemeenten · Arrondissement Nijvel · Waals-Brabant · Wallonië